# Bəhlul Mustafazadə
Bəhlul Ələmdar oglu Mustafazadə (ur. 27 lutego 1997 w Baku) – azerski piłkarz  grający na pozycji środkowego obrońcy. Od 2021 jest zawodnikiem klubu Qarabağ FK.

## Kariera klubowa
Swoją karierę piłkarską Mustafazadə rozpoczął w klubie Qəbələ FK. W 2016 roku został włączony do kadry pierwszego zespołu, jednak w sezonie 2016/2017 nie zadebiutował w nim w Premyer Liqası. W 2017 roku odszedł na wypożyczenie do klubu Sumqayıt FK. Swój debiut ligowy w nim zaliczył 9 lutego 2017 w wygranym 3:1 domowym meczu z Kəpəzem Gəncə. W Sumgaicie występował przez półtora roku.
Latem 2018 Mustafazadə wrócił do Qəbələ FK. Zadebiutował w nim 12 sierpnia 2018 w zwycięskim 3:0 domowym meczu z Səbailem Baku. W Qəbəli grał do końca sezonu 2018/2019.
Latem 2019 Mustafazadə został piłkarzem Sabahu Baku. Swój debiut w nim zaliczył 19 sierpnia 2019 w zremisowanym 1:1 wyjazdowym meczu z Neftçi PFK. W Sabahu grał przez dwa sezony.
W lipcu 2021 Mustafazadə przeszedł na zasadzie wolnego transferu do Qarabağu FK. Swój debiut w nim zanotował 15 sierpnia 2021 w zremisowanym 1:1 wyjazdowym spotkaniu z Zirə Baku.
| Sezon   | Klub        | Kraj        | Rozgrywki      | Mecze | Gole |
| ------- | ----------- | ----------- | -------------- | ----- | ---- |
| 2016/17 | Qəbələ FK   | Azerbejdżan | Premyer Liqası | 0     | 0    |
| 2016/17 | Sumqayıt FK | Azerbejdżan | Premyer Liqası | 4     | 0    |
| 2017/18 | Sumqayıt FK | Azerbejdżan | Premyer Liqası | 16    | 2    |
| 2018/19 | Qəbələ FK   | Azerbejdżan | Premyer Liqası | 23    | 1    |
| 2019/20 | Sabah Baku  | Azerbejdżan | Premyer Liqası | 18    | 0    |
| 2020/21 | Sabah Baku  | Azerbejdżan | Premyer Liqası | 17    | 1    |

## Kariera reprezentacyjna
Mustafazadə grał w młodzieżowych reprezentacjach Azerbejdżanu na szczeblach U-17, U-19 i U-21. W reprezentacji Azerbejdżanu zadebiutował 6 września 2019 w przegranym 1:2 meczu eliminacji do Euro 2020 z Walią, rozegranym w Cardiff.